# 육군예비역 (영국)
육군예비역(영어: Army Reserve)은 영국 육군의 예비군이다. 과거 명칭은 국토군(Territorial Force), 국토육군(Territorial Army; TA), 국토육군 의용예비역(Territorial and Army Volunteer Reserve, TAVR) 등이었다. 정규예비역과 혼동하지 않도록 주의해야 한다.

## 같이 보기
- 보조 영토 서비스